# Dann Florek
Dann Florek est un acteur et réalisateur américain né le 1er mai 1950 à Flat Rock, Michigan (États-Unis).

## Biographie
Après des études de management écourtées, il fait ses classes au cours d'art dramatique de Daniel L. Quirk Jr à la Eastern Michigan University, où il rencontre sa future femme Karen.
Il s'investit dans la deuxième moitié des années 1970 dans le mouvement underground, d'abord en participant à un groupe alternatif « country-punk » dans le Michigan, puis en montant à New York où, après sa rencontre avec le vidéaste français Grégoire Benimeli, il se livre à des happenings trash dans des caves de Greenwich Village, où l'influence d'Andy Warhol se fait encore sentir.
Repéré par le producteur Richard L. Parks lors du spectacle How I killed my French grandfather où il mangeait  du cassoulet déguisé en La Fayette, il intègre les écuries de la télévision de la côte est et multiplie les apparitions dans des œuvres de forme plus classique ; il travaille également sur la côte ouest, avec de petits rôles dans Meurtre à Hollywood de Blake Edwards et Angel Heart d'Alan Parker.
Il est principalement connu pour son rôle du lieutenant au passé alcoolique Don Cragen dans les séries New York, police judiciaire (Law and Order) et New York, unité spéciale (Law and Order: Special Victims Unit) entre les années 1990 et 2020.
Amateur de fitness et de hockey sur gazon, Dann Florek a également remporté en 1994 un Yul Brynner award de l'acteur chauve le plus populaire de la télévision américaine.

## Filmographie

### Télévision
- 1982 : The Country Girl (es) : Larry
- 1985 : Braker (en) : Hayes
- 1986 : Alex: The Life of a Child (en) : Dr Tom Dolan
- 1988 : The Trial of Bernhard Goetz : Judge Crane
- 1989 à 1996 : La Loi de Los Angeles : Dave Meyer
- 1990 à 2004 : New York, police judiciaire ou New York District (Law & Order) : Capitaine Donald Cragen (principal saison 1 à 3 puis invité saison 5, 10 et 15)
- 1994 : Hardball : Ernest 'Happy' Talbot
- 1997 : L'Engrenage (A Nightmare Come True) : Det. Ron Shaye
- 1997 : Le Petit Malin (Smart Guy) : Coach Gerber
- 1998 : Secret défense (The Pentagon Wars) : Maj. Gen. Bob Braden
- 1998 : De la Terre à la Lune (From the Earth to the Moon) : Dr Robert Seamans
- 1998 : The Secret Diary of Desmond Pfeiffer : Abraham Lincoln
- 1998 : Little Girl Fly Away : Chief Gelbart
- 1998 : Police contre police (Exiled) : Capitaine Donald Cragen
- 1999 à 2021 : New York, unité spéciale : Capitaine Donald Cragen (principal saisons 1 à 16, invité saison 23)
- 2002 : L.A. Law: The Movie : Dave Meyer
- 2022 et 2024 : New York, Crime Organisé : Capitaine Donald Cragen (invité saisons 2 et 4)

### Cinéma
- 1983 : Un flic aux trousses (Eddie Macon's Run) : un homme dans un bar
- 1986 : Sweet Liberty d'Alan Alda : Jesse
- 1987 : Angel Heart : Herman Winesap
- 1987 : Five Corners : un policier
- 1988 : Meurtre à Hollywood (Sunset) : Marty Goldberg
- 1988 : Pleine lune sur Parador (Moon over Parador), de Paul Mazursky : Toby
- 1989 : Délit d'innocence (An Innocent Man) : le procureur
- 1991 : Le Vol de l'intruder (Flight of the Intruder) : Lt. Comdr. Mad Jack / Doc
- 1994 : La Famille Pierrafeu (The Flintstones) : Mr Slate
- 1994 : Rends la monnaie, papa (Getting Even with Dad) : Wayne
- 1998 : Pluie d'enfer (Hard Rain) : Mr Mehlor
- 2000 : Une blonde en cavale (Beautiful Joe) : Happy
- 2003 : Focus Room : William